# Atentado de Dropping Well
El atentado con bomba en Dropping Well o atentado en Ballykelly ocurrió el 6 de diciembre de 1982, cuando el Ejército Irlandés de Liberación Nacional (INLA) detonó una bomba de tiempo en una discoteca en Ballykelly, condado de Londonderry, Irlanda del Norte, Reino Unido. La discoteca, conocida como Droppin Well, fue atacada porque era frecuentada por soldados del ejército británico del cercano cuartel Shackleton. La bomba mató a 17 personas: once soldados y seis civiles, mientras que decenas más resultaron heridas. Fue el ataque más mortífero durante la campaña paramilitar del INLA y uno de los atentados con bombas más mortíferos de The Troubles.

## Ataque
La bomba fue fabricada por el INLA en la cercana Derry . Uno de los involucrados reveló más tarde que la unidad del INLA había llevado a cabo misiones de reconocimiento al pozo Droppin para ver si había suficientes soldados para justificar la probabilidad de víctimas civiles. 
La tarde del 6 de diciembre de 1982, un miembro del INLA dejó una bomba en el interior del pub. Dentro había unas 150 personas.  La Policía Real del Ulster (RUC) creía que la bomba, que se estima pesaba 5 a 10 libras (2,3 a 4,5 kg) de explosivos comerciales (Frangex), era lo suficientemente pequeño como para caber en un bolso. Sin embargo, había sido abandonado junto a un pilar de soporte y, cuando explotó alrededor de las 23:15, la explosión derribó el techo. Muchos de los muertos y heridos fueron aplastados por los escombros caídos. 
Tras la explosión, fueron necesarias algunas horas para sacar a los supervivientes de entre los escombros. El último superviviente fue liberado a las 04:00 horas, pero no fue hasta las 10:30 horas que se recuperó el último de los cadáveres.  Al final, murieron 17 personas (11 soldados, seis civiles) y unas 30 resultaron heridas, algunas de ellas de gravedad.  Cinco de los civiles eran mujeres jóvenes y tres (Alan Callaghan, Valerie McIntyre y Angela Maria Hoole) eran adolescentes. Angela Hoole estaba celebrando su compromiso con uno de los soldados que sobrevivió al incidente. De los once soldados que murieron, ocho eran del 1.er Batallón del Regimiento de Cheshire, dos del Army Catering Corps  y uno de la Infantería Ligera . Uno de los que estaban en la escena fue Bob Stewart,  entonces comandante de compañía en el Regimiento de Cheshire. Perdió seis soldados de su compañía y quedó profundamente afectado mientras atendía a los muertos y heridos. 

## Secuelas
Las sospechas recayeron inmediatamente sobre el Ejército Republicano Irlandés Provisional (IRA), que negó su participación. El 8 de diciembre, el ejército británico culpaba al INLA alegando que el IRA, en una aldea mixta, habría hecho mayores esfuerzos para no correr el riesgo de matar civiles. 

Poco después, el INLA emitió un comunicado responsable:
Creemos que son sólo los ataques de esta naturaleza los que hacen que la gente en Gran Bretaña y el establishment británico se den cuenta de ello. Para el pueblo británico, disparar contra un soldado individual tiene muy poco efecto en términos de los medios de comunicación o de la administración británica. 
El INLA también calificó a los civiles asesinados de " consortes ".  El ataque fue criticado por muchos en ambos lados del conflicto en Irlanda del Norte debido a la gran pérdida de vidas civiles. Poco después de que el INLA emitiera su declaración, el gobierno de la República de Irlanda prohibió el INLA, lo que castigó su membresía con siete años de prisión. 
En una entrevista después del atentado, el líder del INLA, Dominic McGlinchey, dijo que al propietario del Droppin Well le habían advertido seis veces que dejara de ofrecer entretenimiento a los soldados británicos. McGlinchey añadió que el propietario y quienes socializaban con los soldados "sabían muy bien que se habían dado las advertencias y que el lugar iba a ser bombardeado en algún momento".  Durante una conmemoración del Levantamiento de Pascua en Derry en abril de 1982, el INLA leyó una declaración ante la tumba de la huelguista de hambre Patsy O'Hara advirtiendo que los pubs que servían a las fuerzas de seguridad británicas serían bombardeados. La amenaza fue la primera de este tipo emitida por una organización paramilitar en Irlanda del Norte en varios años. 
Seis días después del atentado, agentes de la RUC mataron a tiros a dos miembros conocidos del INLA, Seamus Grew y Rodney Carroll, cerca de un puesto de control de vehículos en Armagh . Los oficiales dijeron que creían que los dos hombres estaban transportando a McGlinchey a Irlanda del Norte. McGlinchey no estaba en su auto en ese momento. 

## Condenas
En junio de 1986, cuatro miembros del INLA (las hermanas Anna Moore y Helena Semple, Eamon Moore (sin parentesco consanguíneo) y Patrick Shotter)  recibieron cadena perpetua por el ataque. Anna Moore se casaría más tarde con el leal Bobby Corry, mientras ambos estaban en prisión.  La hija de Anna, Jacqueline Moore, fue condenada a diez años de prisión por homicidio involuntario porque el tribunal consideró que la habían obligado a participar. Estaba embarazada durante su arresto y luego dio a luz en la cárcel.  Todos los condenados eran de Londonderry.